# Little Chalfield
Little Chalfield är en by i civil parish Atworth, i distriktet Wiltshire, i grevskapet Wiltshire, i England. Byn är belägen 5 km från Trowbridge. Little Chalfield var en civil parish 1858–1885 när blev den en del av Atworth. Civil parish hade 44 invånare år 1881.